# Chasan Ademow
Chasan Achmed Ademow, bułg. Хасан Ахмед Адемов (ur. 24 stycznia 1953 w m. Isperich) – bułgarski polityk i lekarz, wieloletni deputowany, w latach 2013–2014 minister pracy i polityki społecznej.

## Życiorys
W 1979 ukończył studia w Wyższym Instytucie Medycznym w Warnie. Specjalizował się w zakresie anestezjologii. Podjął pracę w zawodzie lekarza w Jonkowie, a następnie został zatrudniony w szpitalu w rodzinnej miejscowości. w 1984 został kierownikiem oddziału anestezjologii i intensywnej terapii.
Związał się z Ruchem na rzecz Praw i Wolności. W 1997 po raz pierwszy wszedł w skład Zgromadzeniu Narodowego 38. kadencji. Uzyskiwał następnie mandat na kolejne kadencje (w wyborach w 2001, 2005, 2009, 2013, 2014, 2017, kwietniu 2021, lipcu 2021 i listopadzie 2021). W 2011 kandydował na burmistrza Razgradu, zajmując trzecie miejsce. Od maja 2013 do sierpnia 2014 pozostawał ministrem pracy i polityki społecznej w gabinecie Płamena Oreszarskiego.
W wyborach z października 2024 kandydował z ramienia komitetu APS (skupiającego jedną z frakcji DPS). Uzyskał mandat posła 51. kadencji, gdy Achmed Dogan zrezygnował z jego objęcia.

## Życie prywatne
Żonaty, ma dwoje dzieci.